# Chihuahua (État)
Pour les articles homonymes, voir Chihuahua.
L'État de Chihuahua (en espagnol : Estado de Chihuahua, prononcé : /esˈtado de tʃiˈwawa/), officiellement appelé État libre et souverain de Chihuahua (Estado Libre y Soberano de Chihuahua), est un État du Mexique situé dans le nord de ce pays. Sa capitale est Chihuahua, mais la ville la plus peuplée est Ciudad Juárez, à la frontière américaine.
Le Chihuaha est le plus grand des États du Mexique, dont il représente 12,6 % de la superficie. Il est surnommé « el Estado Grande » (le « Grand État »).[Information douteuse] Le climat y est semi-désertique.
C'est dans cet état que se situe la mine de Naïca, connue pour ses grottes de cristaux.
Son nom est celui d'une race de chiens, les chihuahuas.

## Histoire

### De la Préhistoire à nos jours
Des pointes de flèches datant d'environ 12 000 à 7 000 ans avant Jésus-Christ ont été trouvées dans le nord-est de l'État. Les habitants de cette région étaient des chasseurs-cueilleurs jusqu'au moins 2 000 ans avant Jésus-Christ, époque où la culture du maïs commença.
L'Espagnol Álvar Núñez Cabeza de Vaca explora la région vers 1528. Plus tard, en 1562, Francisco de Ibarra, un autre Espagnol, mena une expédition dans la région à la recherche des villes mythiques de Cibola et Quivira. La race de chiens éponyme porte ce nom car les chiens de cette race ont été découverts par les Européens dans cet État.
Durant, la guerre de Réforme, le général Zuloga occupe les villes de Chihuahua et de Parral avec 1 000 hommes.
C'est dans l'État de Chihuahua que Pascual Orozco lance le Pacte de la Empacadora en 1911, dans lequel il demande la réforme du travail ouvrier et la réforme agraire.
L’État a été durement touché par la guerre contre la drogue lancée en 2006 par le président Felipe Calderón, entrainant des massacres récurrents. Il pâtit également de la corruption des autorités. César Duarte Jáquez (PRI), gouverneur de 2010 à 2016, a ainsi détourné des centaines de millions de pesos au Trésor public afin de constituer un réseau clientéliste incluant de nombreux notables locaux. L’administration suivante, dirigée par le PAN, présente les mêmes errements. En mars 2017, la journaliste Miroslava Breach, qui enquêtait sur les liens entre les dirigeants du PAN et le cartel de Salazar, est tuée par balles.

### Origine du nom
Les historiens et linguistes sont divisés quant à l'origine du mot « Chihuahua ». Le mot pourrait provenir du nahuatl ou tarahumara. Parmi les différentes étymologies proposées : « lieu où se réunissent les eaux des rivières / fleuves », « lieux des fabriques ». Le terme nahuatl « Xicahua » qui signifie « lieu sec et avec du sable » est l'une des propositions les plus populaires, même si elle ne fait pas l'unanimité.

## Géographie

### États limitrophes
Dépourvu d'accès à la mer, le Chihuahua est entouré par les États mexicains de Sonora, Coahuila, Sinaloa et Durango et au nord par la frontière avec les États-Unis (Texas et Nouveau-Mexique).
Disposition des États limitrophes
- Texas (nord-est)
- Nouveau-Mexique (nord-ouest)
- Sonora (ouest)
- Sinaola (sud-ouest)
- Durango (sud)
- Coahuila (est)

### Relief et hydrographie
Au nord de l'État, le río Grande (appelé rio Bravo au Mexique) constitue la frontière entre le Mexique et les États-Unis sur plus de 1 600 km. Du côté américain, le parc national de Big Bend a été créé en 1944 au Texas. Du côté mexicain, ce n'est qu'en 1994 que sont créées les zones de protection de la faune et de la flore du canyon de Santa Elena et des Maderas del Carmen.
Le Chihuahua est principalement arrosé par le río Conchos (source dans la municipalité de Bocoyna), principal affluent mexicain du rio Grande. Le rio Conchos a lui-même plusieurs affluents : 
- en rive gauche : les rios Pedro et Chuviscar (qui arrose la ville de Chihuahua) ;
- en rive droite : les rios Balleza, Parral et Florida.

À 150 km  à l'ouest de la ville de Chihuahua passe la Sierra Madre occidentale (longue de 1250 km) qui atteint une altitude de plus de 3000 mètres.

### Climat, flore et faune
Le Chihuahua est partagé entre des régions montagneuses bénéficiant de précipitations abondantes, et des régions arides, qui font partie du désert de Chihuahua.
De nombreuses plantes adaptées au milieu semi-désertique poussent dans cet État, notamment des cactacées (Thelocactus, Cylindropuntia, Astrophytum, Stenocactus, Epithelantha, etc.), Agavaceae (Agave, Yucca filifera, etc.).

Galerie de la flore et de la faune
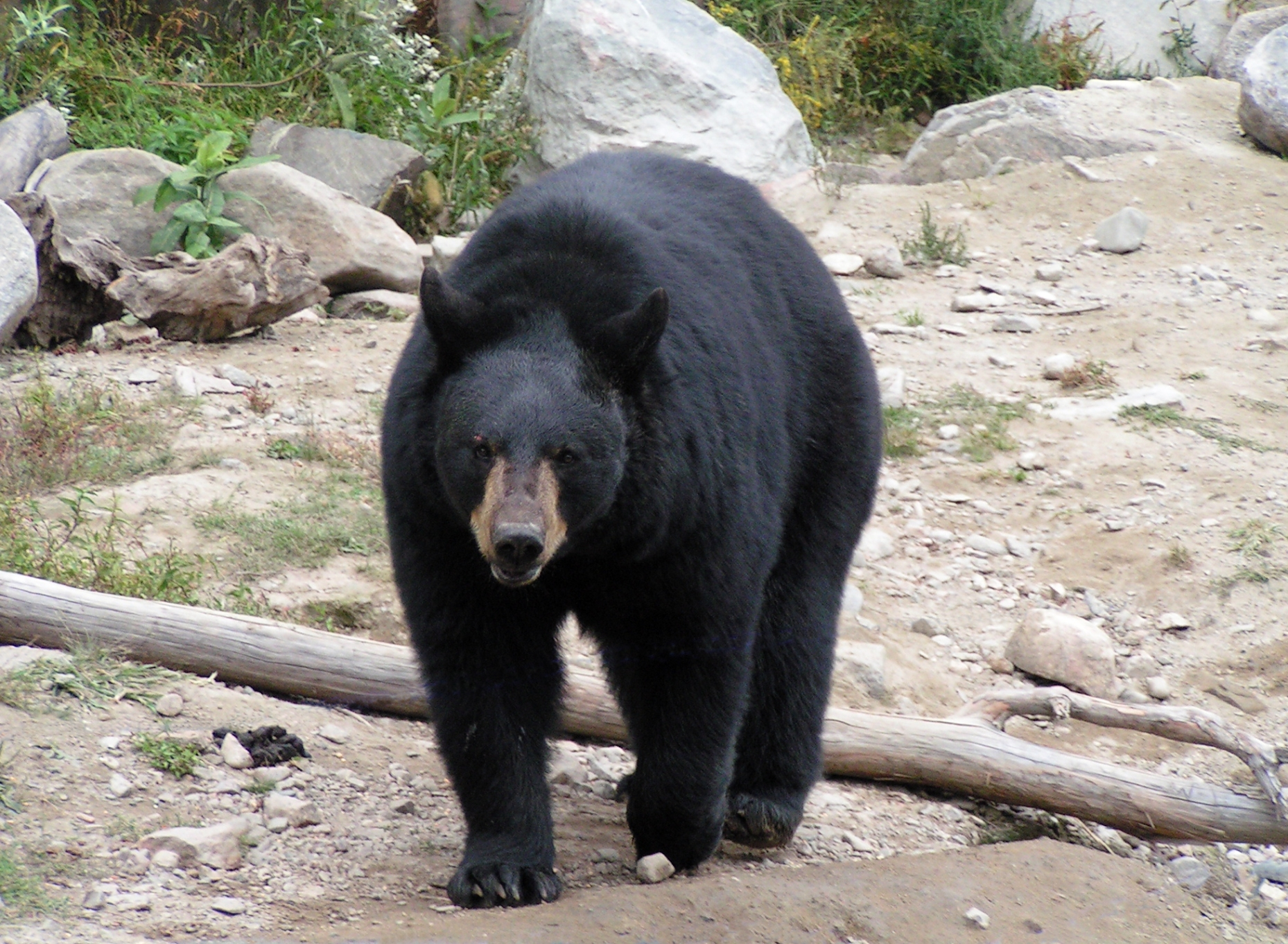
Ours noir
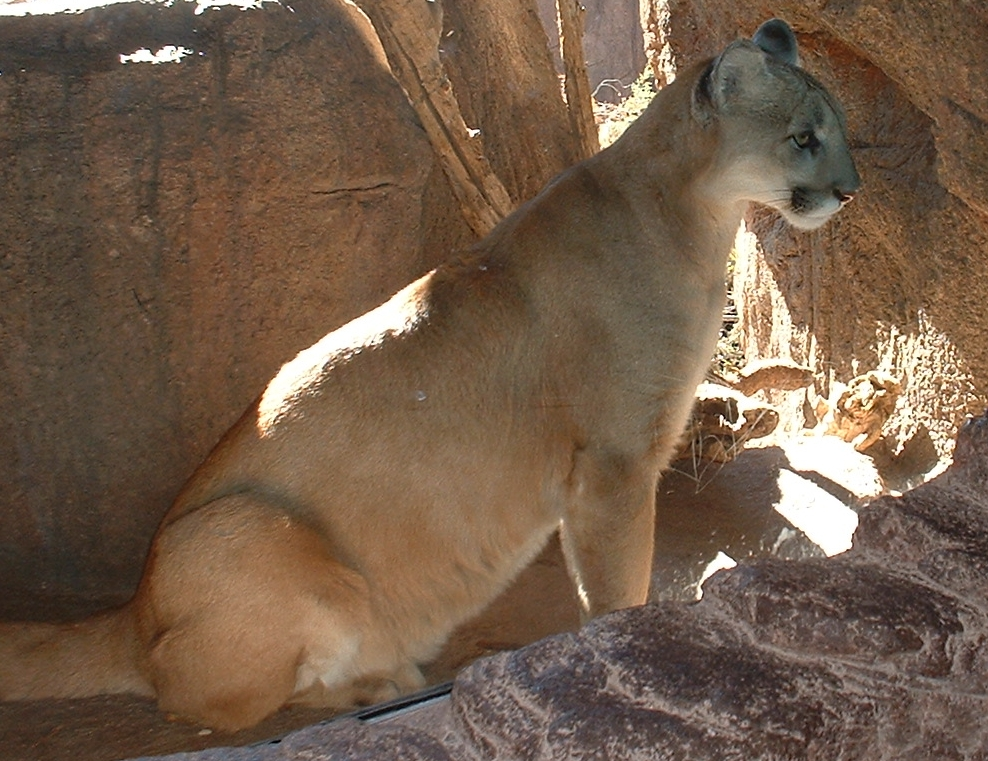
Puma
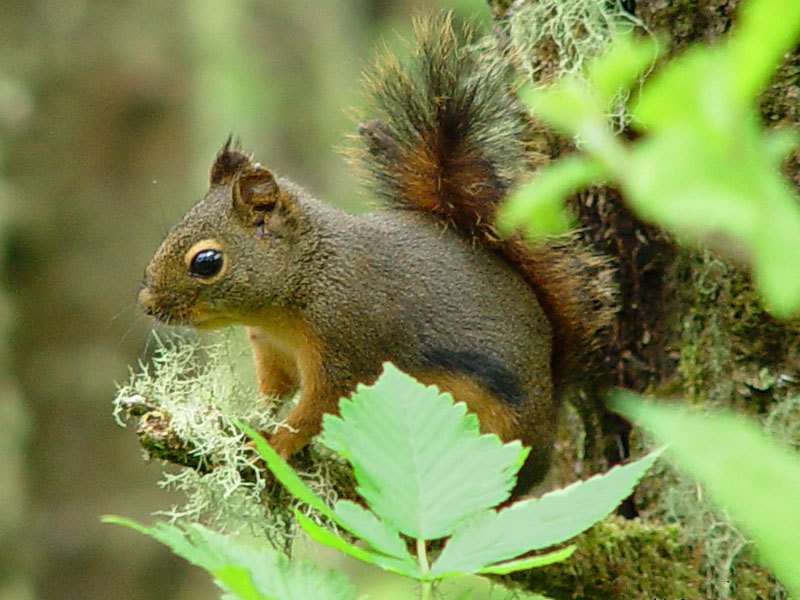
Tamiasciurus douglasii
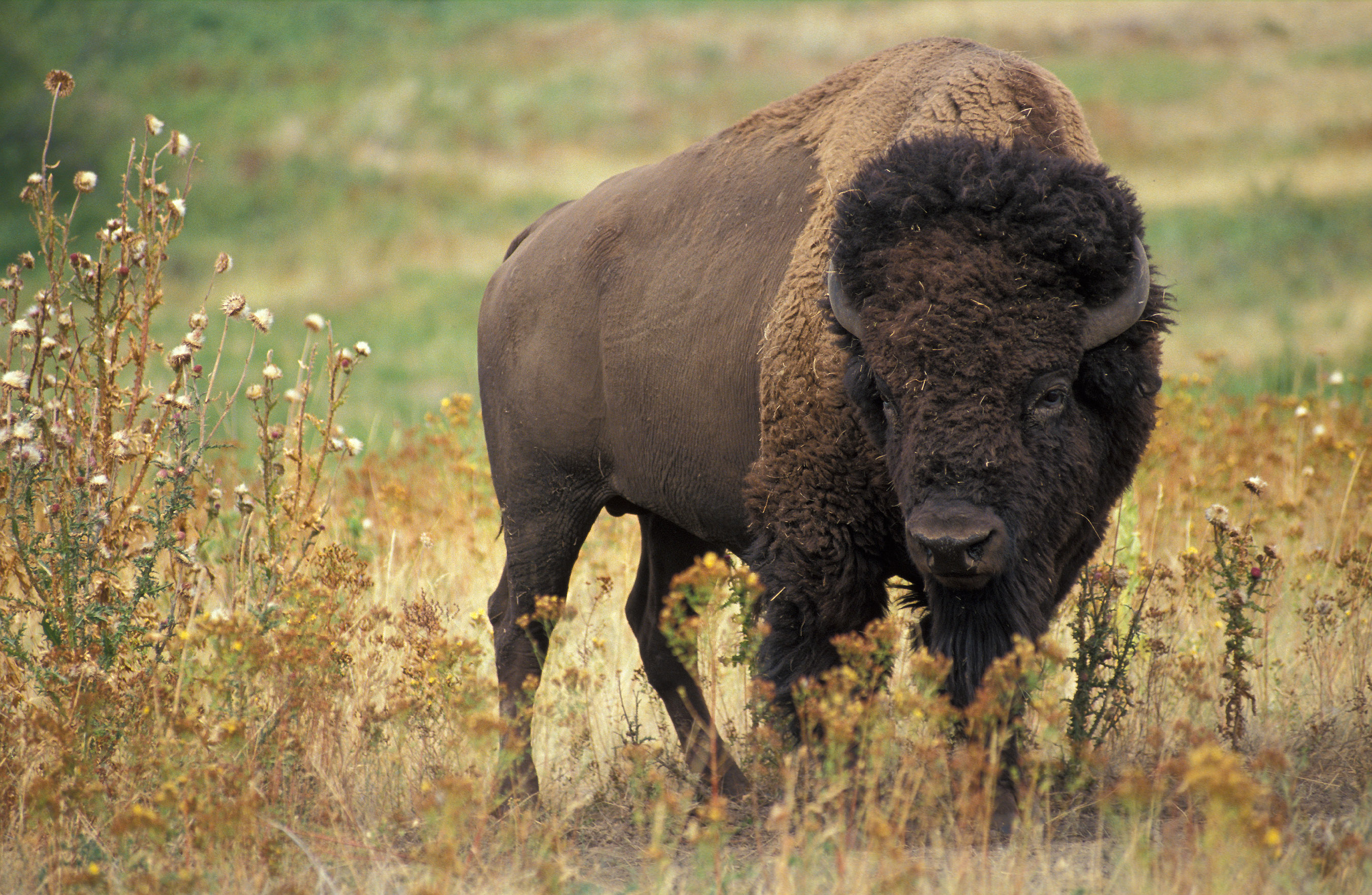
Bison d'Amérique du Nord
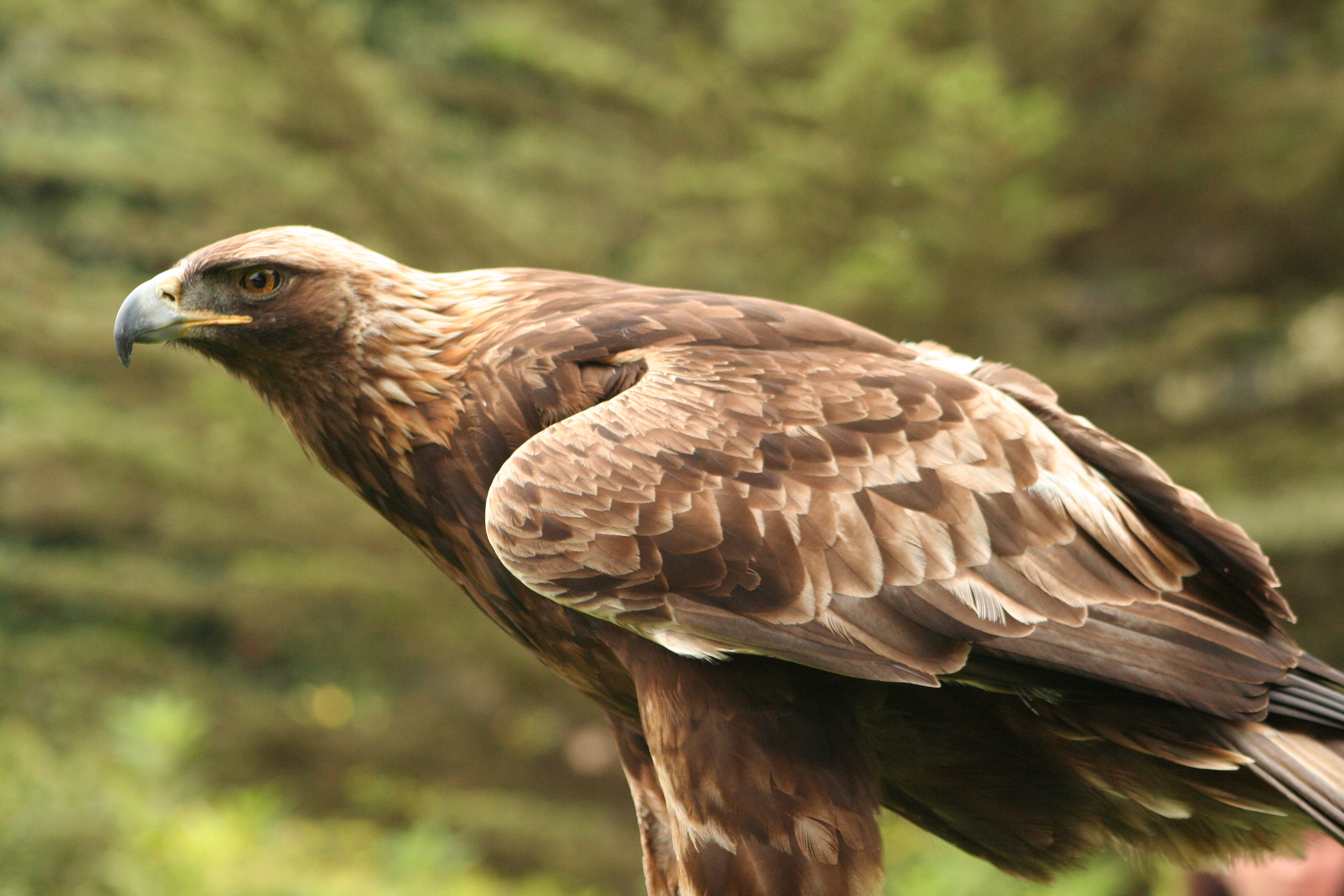
Aigle royal
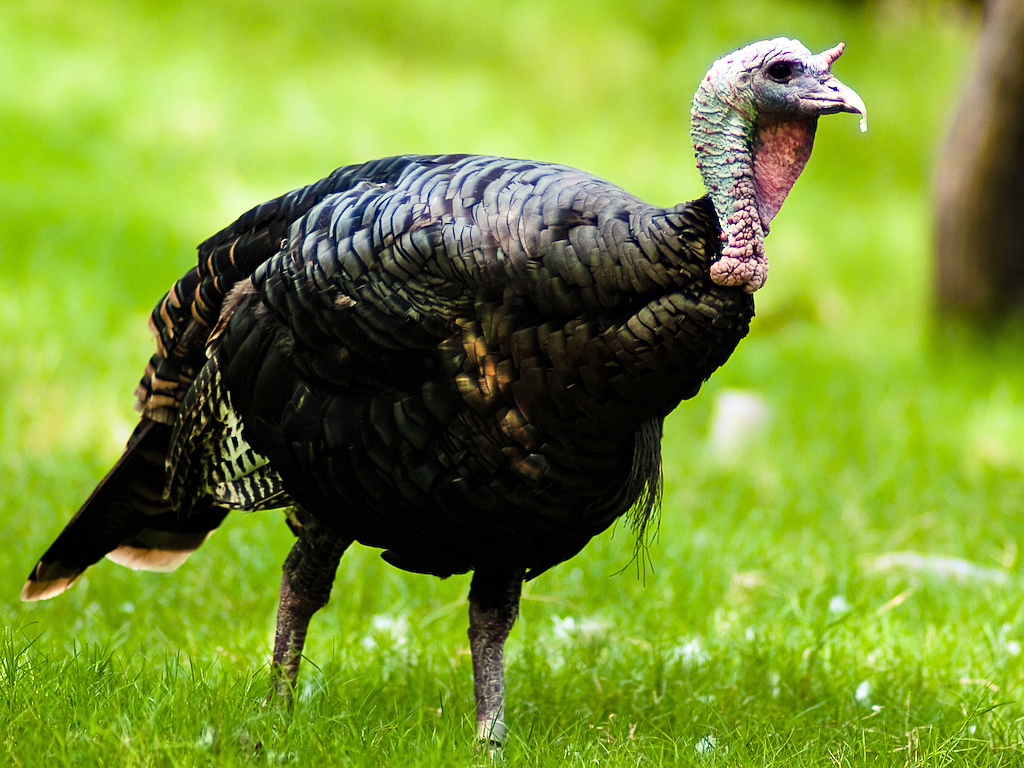
Dindon sauvage
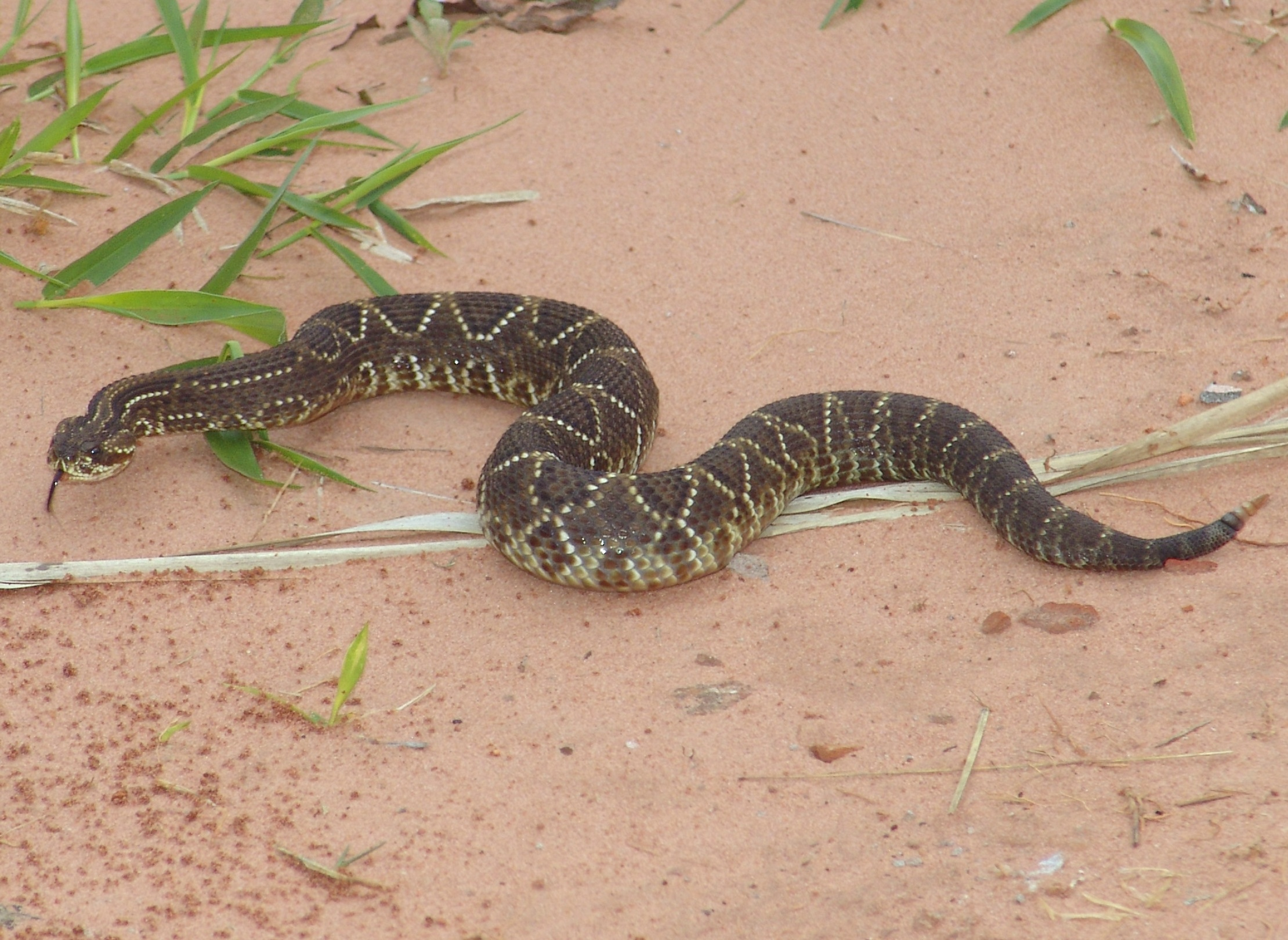
Crotale cascabelle
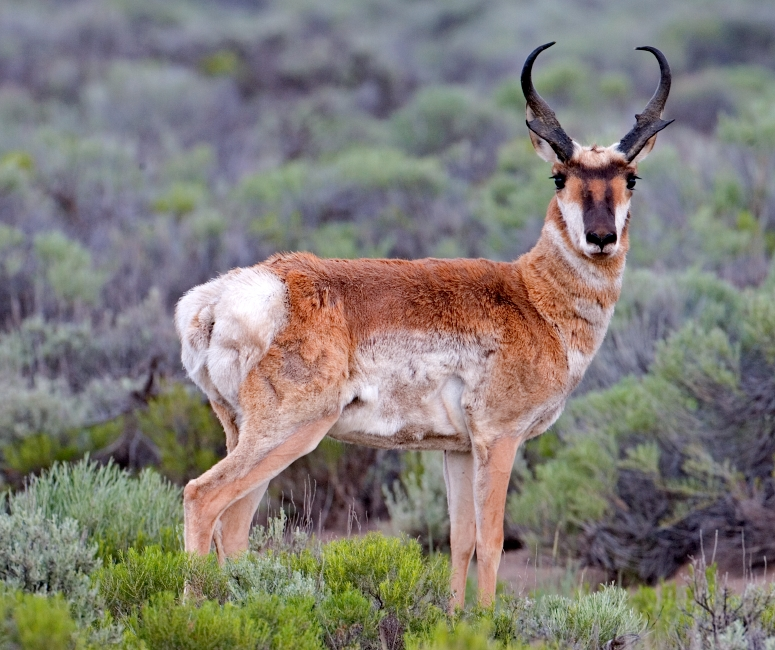
Antilope américaine
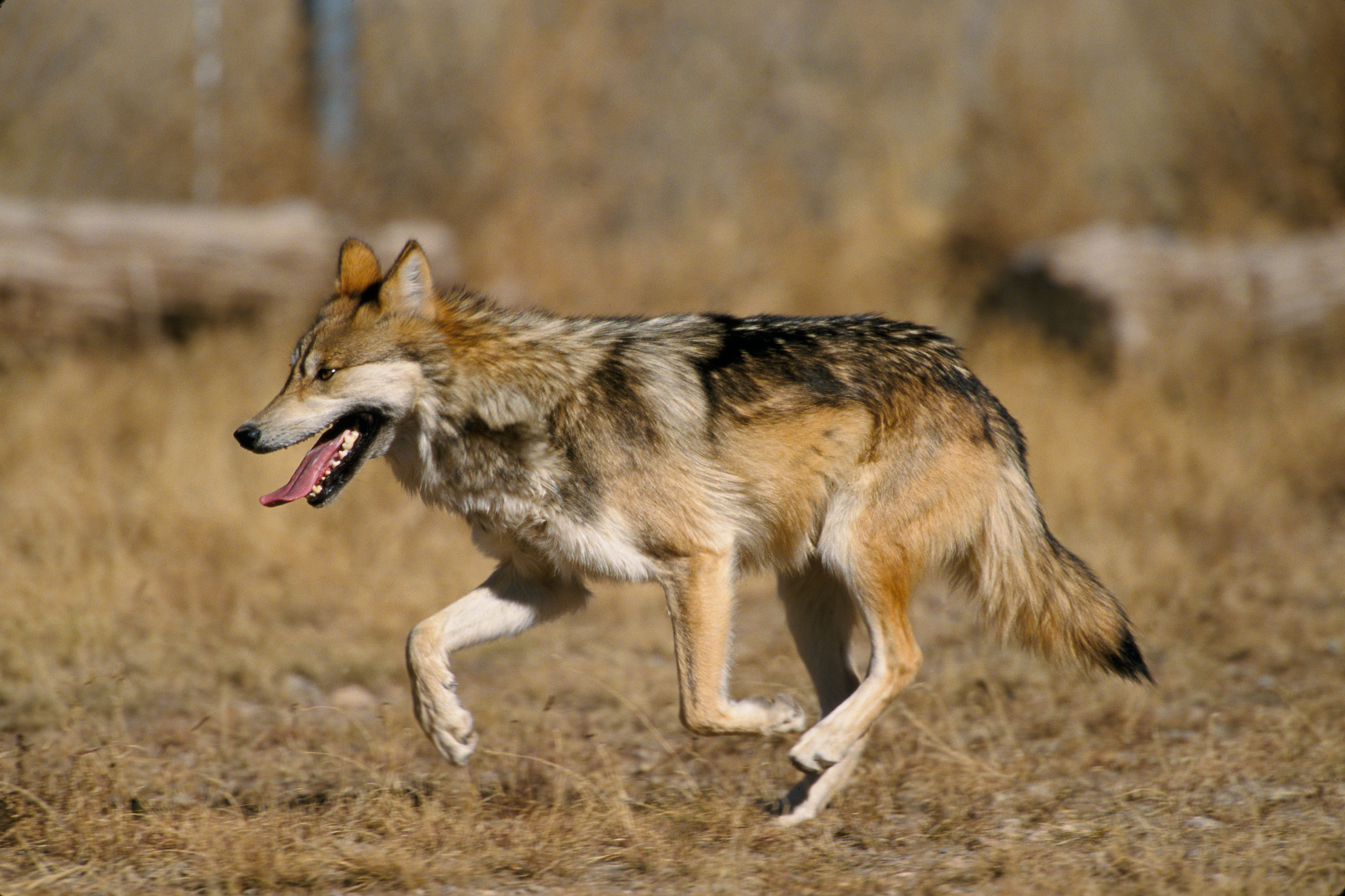
Loup du Mexique
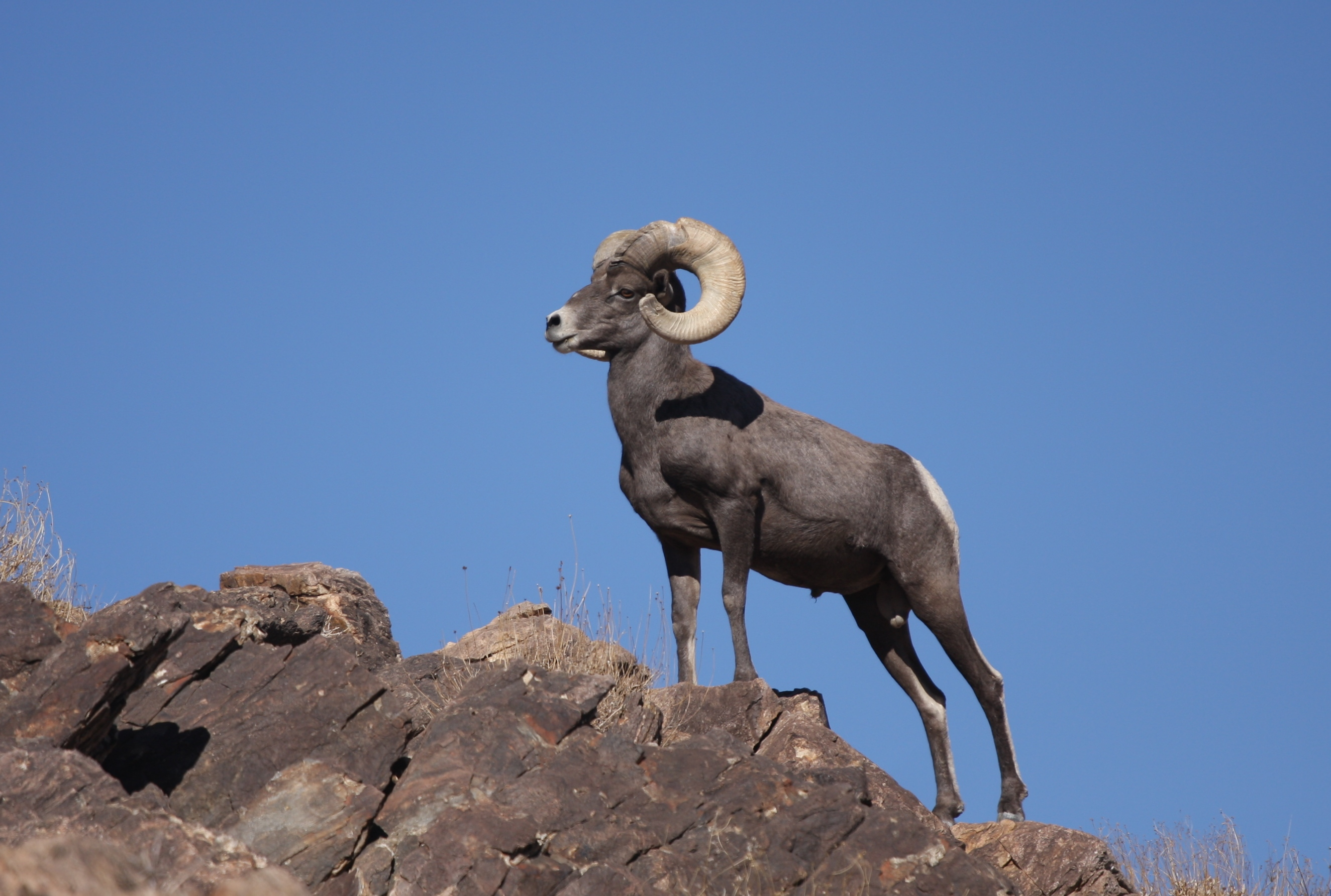
Mouflon canadien
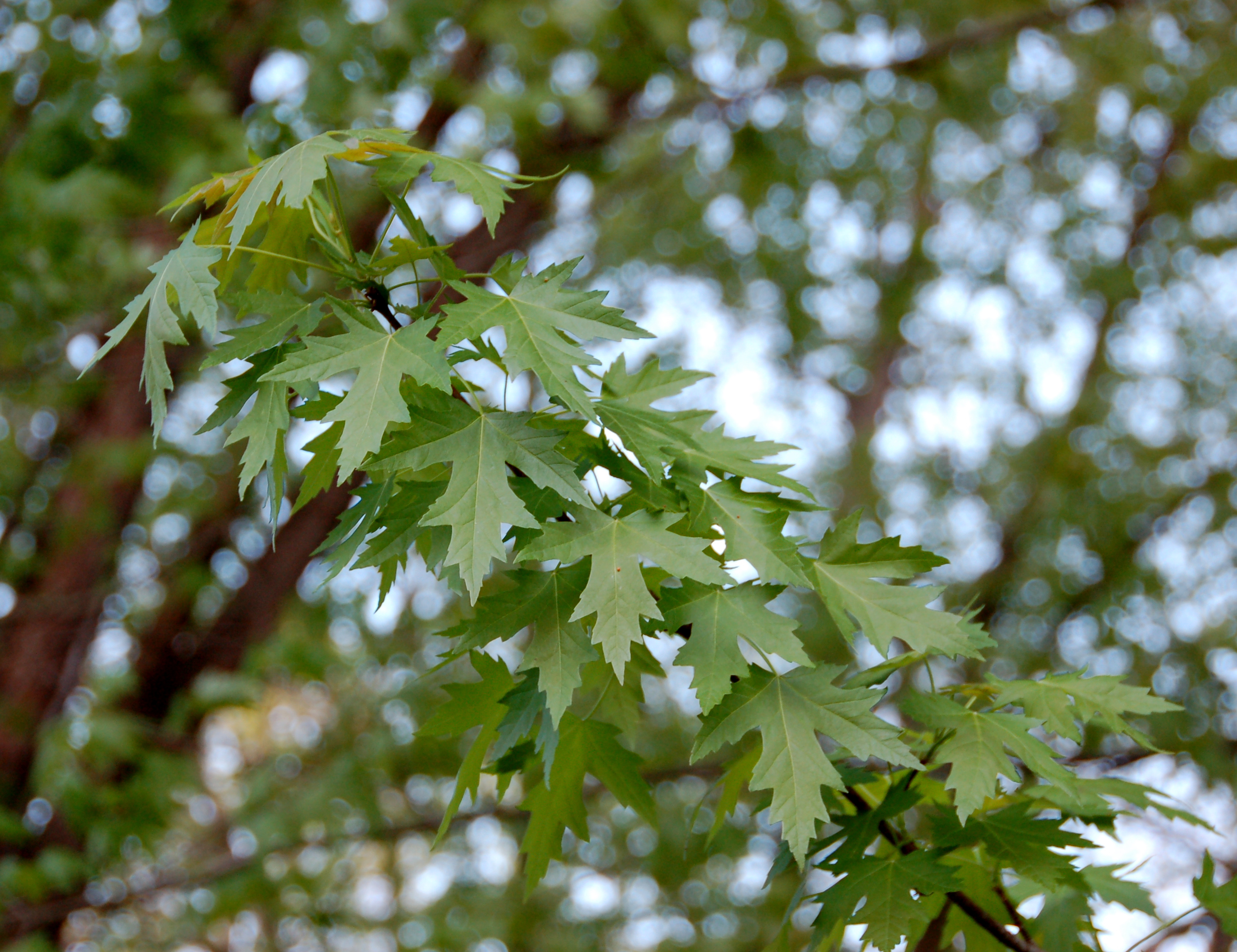
Érable argenté
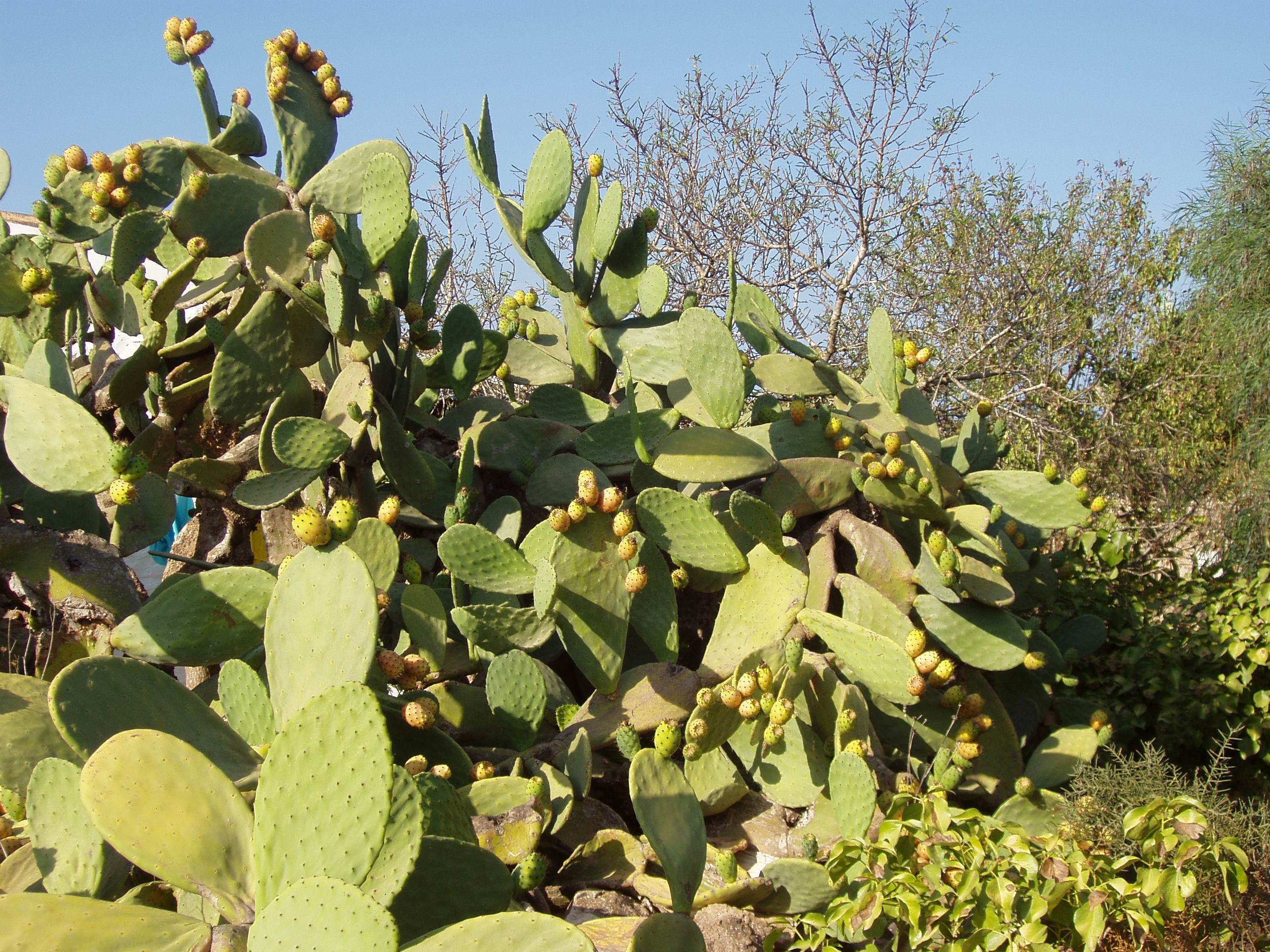
Figuier de Barbarie
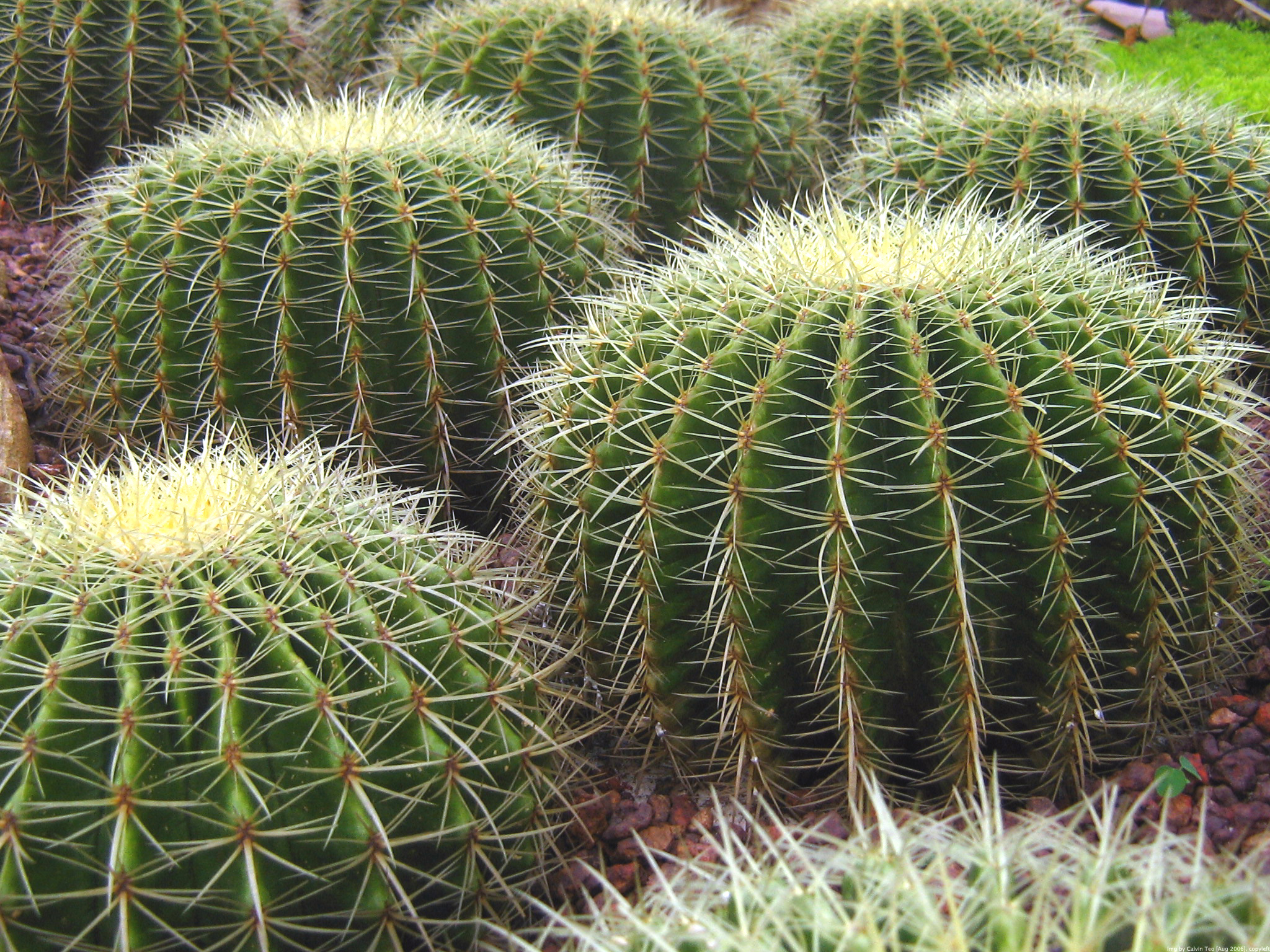
Echinocactus grusonii
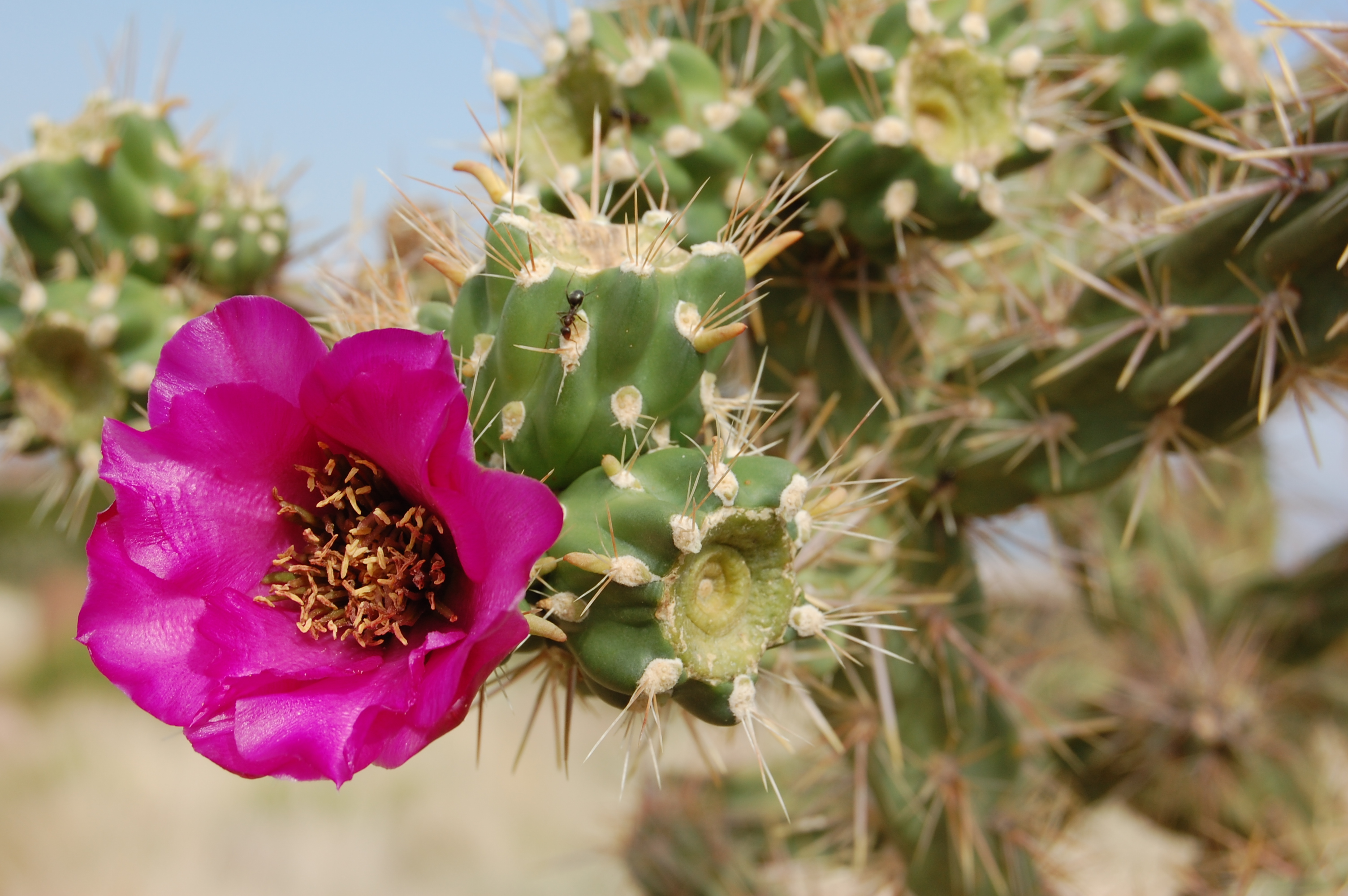
Cactus rustique
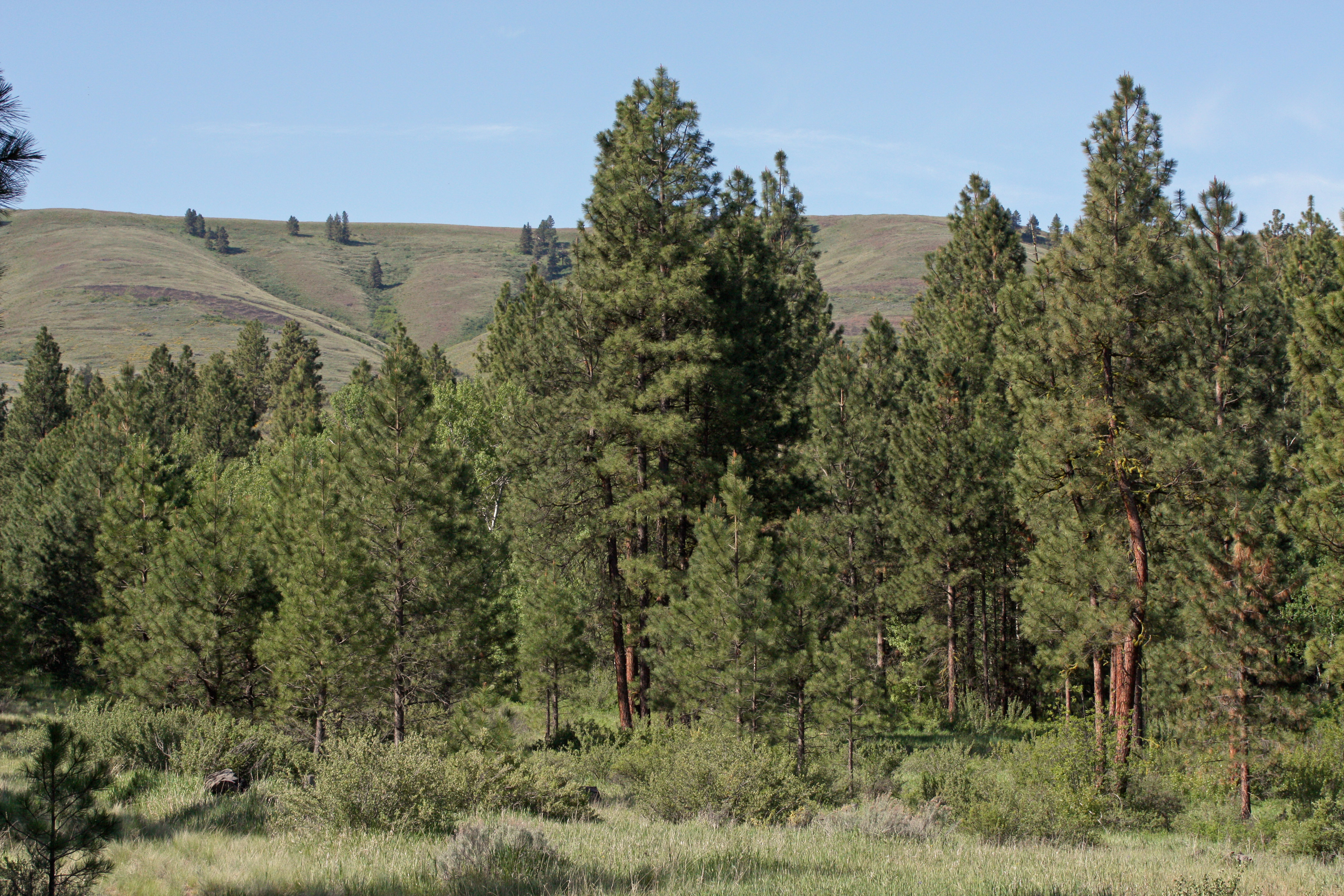
Pinus ponderosa

## Économie
En 2005, le PIB de l'État de Chihuahua representait 4,5 % du PIB national et 29,826 millions de dollars américains. L'industrie manufacturière destinée à l'exportation occupe une part importante de l'économie. Ces industries sont connues sous le nom de « maquiladora ». Plus de 406 entreprises font partie du programme national IMMEX. Le salaire quotidien s'élève à environ 193 pesos.

## Population

### Démographie
Selon, le recensement de 2015 réalisé par l'INEGI (l'institut officiel de statistiques du Mexique), l'État de Chihuahua compte 3 556 574 habitants, contre 3 406 465 habitants en 2010, dont (1 692 545 hommes et 1 713 920 femmes), soit le onzième État le plus peuplé du pays. La population a crû au rythme annuel de 1 pour cent durant la période 2005–2010. Une très grande actrice aussi vient de cet État, Aracely Arambula.
| 1921*   | 1930*   | 1940*   | 1950*   | 1960*     | 1970*     |
| ------- | ------- | ------- | ------- | --------- | --------- |
| 401 622 | 491 792 | 623 944 | 846 414 | 1 226 793 | 1 612 525 |

| 1980*     | 1990*     | 1995*     | 2000*     | 2005*     | 2010*     |
| --------- | --------- | --------- | --------- | --------- | --------- |
| 2 005 477 | 2 441 873 | 2 793 537 | 3 052 907 | 3 241 444 | 3 406 465 |

| 2015*     | - | - | - | - | - |
| --------- | - | - | - | - | - |
| 3 556 574 | - | - | - | - | - |

### Villes et urbanisme
Cinq villes comptent plus de 100 000 habitants :
- Ciudad Juárez
- Chihuahua
- Parral (101 147 habitants)
- Cuauhtémoc (105 725)
- Delicias (108 187)

## Culture

### Architecture et patrimoine
- Cathédrale de Chihuahua

### Système éducatif
Selon l'Instituto Nacional de Estadística, Geografía e Informática (INEGI), 95,6 % de la population au-dessus de quinze ans sait lire et écrire l'espagnol. Le pourcentage s'élève à 97,3 pour les enfants entre huit et quatorze ans. Environ 93,5 % de la population entre six et quatorze ans fréquente un centre scolaire.
Parmi les centres d'enseignement supérieur on trouve les suivants :
- Instituto Tecnológico de Chihuahua
- Instituto Tecnológico de Chihuahua II
- Universidad Autónoma de Chihuahua
- Instituto Tecnólogico y de Estudios Superiores de Monterrey Campus Chihuahua
- Universidad La Salle
- Universidad Tecnológica de Chihuahua

## Personnalités liées à l'État
- Lilia Aguilar Gil, députée au Congrès mexicain.

## Le Chihuahua dans la culture
- 'Chihuahua Pearl, album de bande dessinée de la série Blueberry dont l'action se déroule en partie dans l'État de Chihuahua, notamment dans la capitale.